# Michael A. Gomez
Michael A. Gomez ist ein US-amerikanischer Kultur- und Sozialhistoriker. Sein Forschungsschwerpunkt liegt auf Westafrika, der afrikanischen Diaspora und der  Südstaaten der Vereinigten Staaten in ihrer kolonialen und Antebellum Zeit.

## Leben
Gomez begann sein Studium am Amherst College. Später wechselte er an die University of Chicago, wo er im Juni 1981 einen Bachelor of Arts in US-amerikanischer Geschichte, im Juni 1982 einen Master of Arts in afrikanischer Geschichte und im Juni 1985 einen Ph.D. in afrikanischer Geschichte erhielt.
Von 1985 bis 1988 lehrte er als Assistant Professor am Department of History, sowie am Department of African and Afro-American Studies, an der Washington University in St. Louis. Danach lehrte er am Department of History des Spelman College in Atlanta, Georgia, erst von 1988 bis 1992 als Assistant Professor, dann von 1992 bis 1997 als Associate Professor. In dieser Zeit war er von 1989 bis 1992, sowie erneut von 1993 bis 1997 Vorsitzender des Department of History. Anschließend lehrte er von 1997 bis 1999 als Professor am Department of History, sowie am Department of African American Studies, an der University of Georgia in Athens. 1999 wechselte Gomez an die New York University, wo er seitdem als Professor am Department of History und am Department of Middle Eastern and Islamic Studies lehrt. Von 2004 bis 2007 war er Vorsitzender des Department of History.
Von 2000 bis 2007 war er Direktor der Association for the Study of the Worldwide African Diaspora. Sein Buch Black Crescent: African Muslims in the Americas gewann 2006 den Book Award der Black Caucus of the American Library Association in der Kategorie Sachbuch. Er ist Mitglied im Editorial Board der Buchreihe Africa Series der Cambridge University Press, sowie im Editorial Board der Fachzeitschrift African and Black Diaspora: An International Journal.

## Veröffentlichungen (Auswahl)
- Pragmatism in the Age of Jihad: The Precolonial State of Bundu (1992, Cambridge University Press)
- Exchanging Our Country Marks: The Transformation of African Identities in the Colonial and Antebellum South (1998, University of North Carolina Press)
- Reversing Sail: A History of the African Diaspora (2005, Cambridge University Press)
- Black Crescent: African Muslims in the Americas (2005, Cambridge University Press)
- (Hrsg.): Diasporic Africa: A Reader (2006, New York University Press)
- African Dominion: A New History of Empire in Early and Medieval West Africa. Princeton University Press, Princeton 2018, ISBN 978-0-691-17742-7.